# Aboubacar Sylla
Aboubacar Sylla "Iyanga" (sinh ngày 1 tháng 5 năm 1993) là một tiền vệ bóng đá người Guinée.
Anh lấy biệt danh từ cầu thủ bóng đá Guinea Xích Đạo Iban Iyanga, người ghi một bàn thắng vào lưới Sénégal (kình địch kinh điển của Guinée) tại Cúp bóng đá châu Phi 2012.

## Sự nghiệp quốc tế

### Bàn thắng quốc tế
Tỉ số và kết quả liệt kê bàn thắng của Guinée trước.
| #  | Ngày                 | Địa điểm                                         | Đối thủ | Tỉ số | Kết quả | Giải đấu                                         |
| -- | -------------------- | ------------------------------------------------ | ------- | ----- | ------- | ------------------------------------------------ |
| 1. | 17 tháng 10 năm 2015 | Sân vận động 26 tháng 3, Bamako, Mali            | Sénégal | 2–0   | 2–0     | Giải vô địch bóng đá châu Phi 2016 qualification |
| 2. | 22 tháng 1 năm 2016  | Sân vận động Régional Nyamirambo, Kigali, Rwanda | Niger   | 1–1   | 2–2     | Giải vô địch bóng đá châu Phi 2016               |